# Jinxiang (ort)
Jinxiang (kinesiska: Chin-chen-wei-ch’eng, 金乡) är en ort i Kina. Den ligger i provinsen Zhejiang, i den östra delen av landet, omkring 320 kilometer söder om provinshuvudstaden Hangzhou.
Jinxiang är det största samhället i trakten. 
Genomsnittlig årsnederbörd är 2 019 millimeter. Den regnigaste månaden är juni, med i genomsnitt 275 mm nederbörd, och den torraste är januari, med 66 mm nederbörd.